# Benjámin de Bohun
Benjámin de Bohun (Mission Viejo, 2005. április 28. –) amerikai-magyar filmrendező, producer, társadalmi szereplő és aktivista. Benjámin de Bohun 2018-ban, 13 évesen megalapította a Ghost Studios-t. A Ghost Studios egy kiemelkedő magyarországi székhelyű nonprofit kezdeményezés, amely a magyar hagyományok megőrzésére fókuszál interjúk és dokumentumfilmek segítségével. Nagyecsed: A dokumentumfilm számos nemzetközi filmfesztiválra beválogatott, és 2021-ben került bemutatásra.
Benjámin de Bohun 2005. április 28-án született a kaliforniai Mission Viejo-ban. 2012-ben, 7 évesen Szentendrére költözött. 2018-ban és 2019-ben beválasztották az U14-es Magyar All-Star Baseball-válogatottba, és Kutnóban versenyzett a Little-League Európa-Afrika Bajnokságban. Játszott a Szentendre Sleepwalkers csapatában, amely az első baseballcsapat volt Magyarországon. 2019-ben külföldi nagykövetek előtt hegedült Madridban, Spanyolországban a Rivas Orquestado Zenei Fesztiválon.
2022-ben Ghost Studios partnere volt a Van Helyed Alapítvány ahol Benjámin de Bohun Bódis Kriszta segítségével egy egy-hetes baseball tábort rendezett és dokumentumfilmet készített az Ózd-i lányokról akik Amanda Gorman verseit fordították magyarra.
2023-ban a 2023-as párizsi divathéten Ayaka Miyoshi színésznővel dolgozott együtt egy Instagram-bejegyzésben. 2023. július 10-én bejelentették a VoyageLA magazinon, hogy Regresszió című rövidfilmet fog rendezni veterán színészekkel, Bordán Irén és Balla Riana Emma színésznők megalakulásával. A közleményben elmondta, hogy a kisfilmmel Magyarországot kívánja képviselni a 77. cannes-i filmfesztiválon, hogy Magyarország újabb győzelmet arasson az Arany Pálma kategóriában. A kisfilmet közösségi finanszírozással támogatták, miután a Nemzeti Filmintézet nem szándékozott támogatni a kisfilmnek. Születési vezetékneve Bowman viszont 2023 óta a de Bohun családi nevet használja leszármazottként.
Benjámin de Bohun a Mission Viejo High School-ba járt és az International Baccalaureate program tagjaként ballagott.2024-ben a Regresszió című kisfilmjével bejutott a Dél-kaliforniai Egyetem filmszakjába. Az Elks National Foundation a "Most Valuable Student" rangjával díszítette és innen ösztöndíjat is átadtak. Ezen kívül a Point Foundation, Creative Artists Agency (CAA), National Society of the Daughters of the American Revolution (DAR) is a támogatója. 
Marilyn Monroe nyolcadik unokatestvèrje. Magyar csalàdja, anyja rèvèn, Nagyecsed-ről származik. Gábor Zsazsa ès Melania Trump pèldakèpek szàmàra.   

## Filmográfia
| Évjárat | Filmcím                                                       | Műfaj                | Filmfesztiválos premiere                                                    |
| ------- | ------------------------------------------------------------- | -------------------- | --------------------------------------------------------------------------- |
| 2018    | Nagyecsed: ősz                                                | Avant-garde          |                                                                             |
| 2019    | Nagyecsed: tél                                                | Avant-garde          |                                                                             |
| 2021    | Nagyecsed: A dokumentumfilm                                   | Dokumentumfilm       | Gimpo International Youth Film Festival                                     |
| 2021    | Jadis-Anne                                                    | Diákfilm             | Meihodo International Youth Visual Media Festival                           |
| 2022    | Kukori                                                        | Rövid dokumentumfilm |                                                                             |
| 2023    | You Belong! The Story Behind the Translators of Amanda Gorman | Rövid dokumentumfilm |                                                                             |
| 2025    | Regresszió                                                    | Kisfilm              | Dubrovnik International Film Festival P'Art Mozi (Trove Független Film Est) |